# Koppány

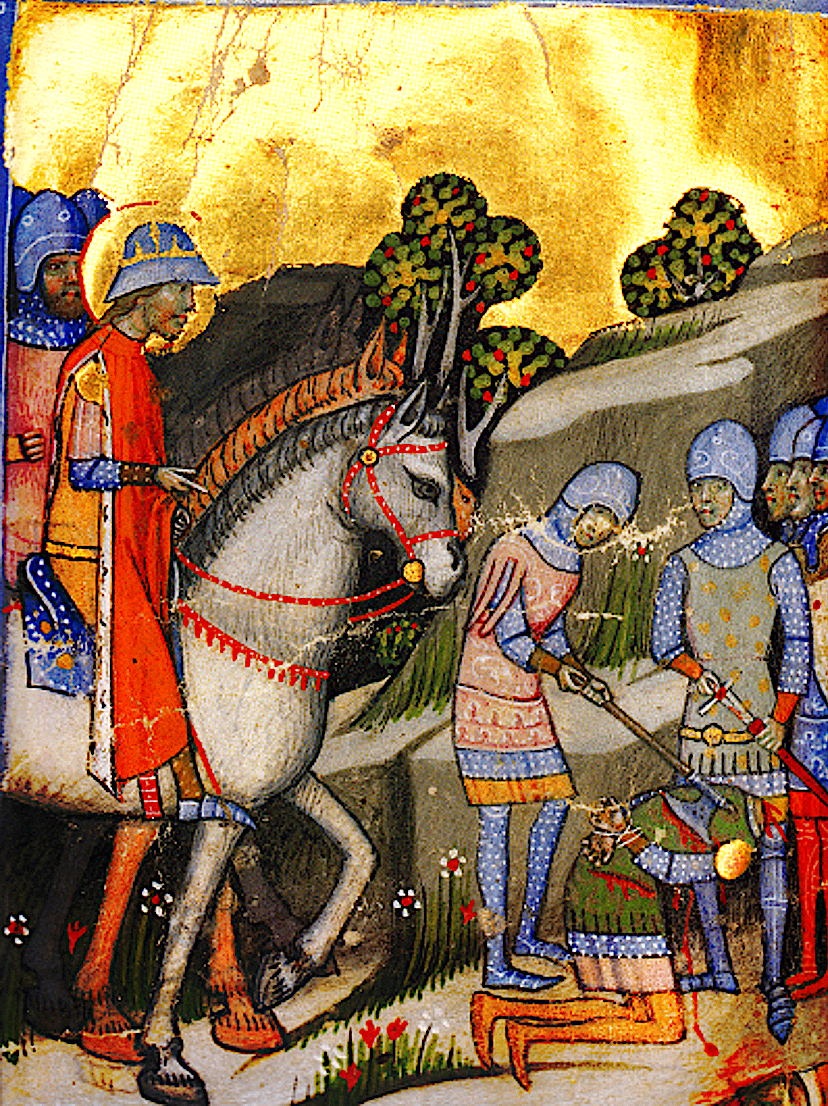
Śmierć Koppánya

Koppány (zm. 997) – węgierski książę. Pochodził z dynastii Arpadów, jednak nie wiadomo z której linii. Przypuszcza się, że był potomkiem Tarhosa. Był synem Zerinda. 
Gejza, książę Węgier, po objęciu rządów, przekazał Koppányowi księstwo Somogy, będące dawną dzielnicą Fajsza.
Przypuszcza się, że w 972 roku przyjął chrzest wraz z Gejzą.
W 997 roku po śmierci Gejzy zażądał, zgodnie z zasadą senioratu, tronu, a także – w myśl prawa lewiratu – ręki księżnej-wdowy Sarolty. W 997 roku zgłosił pretensje do tronu, jednak został pokonany przez Stefana I Świętego. Poległ w bitwie, a jego poćwiartowane zwłoki zawieszono na bramach czterech grodów książęcych.
Stanisław Zakrzewski wysunął hipotezę, że Koppány był identyczny z Michałem, młodszym bratem Gejzy.